# 黄秉衡
黄 秉衡（こう へいこう / ファン・ピンヘン、黃秉衡）は、中華民国空軍の軍人。日中戦争当時、周至柔、毛邦初、陳慶雲、黄光鋭とともに、空軍の全指揮権を握る航空委員の一人であった。

## 経歴
彭橋鎮の生まれ。家は衣服や酒を売る豪商で、黄巨川を祖とし、宋や明代には黄珣など多くの進士を輩出する名門であった。更にそのルーツは黄庭堅に由来するという。父の黄煥宗は中国同盟会の支援者であった。
11歳にて杭州師範附属小学に入学するも、翌年慈北錦堂小学に転校。寧波崇信中学3年の夏、両親より学業をやめて結婚し後を継ぐよう求められたため、家を飛び出し煙台海軍小学に入学。
1920年5月1日、中華革命党に入党。同年秋、孫文の命で6名とともにサンフランシスコ（サンアントニオの誤植か）のケリー航空学校に留学。帰国後は護法軍政府航空隊に参加。1922年の陳炯明の反乱当時、楊官宇とともに病に倒れていたため、戦闘には参加できなかった。
1923年、孫中山侍従。4月、沈鴻英が反乱を起こすと、林偉成、黄光鋭とともに近接航空支援を行う。9月20日、大元帥府航空局長の楊仙逸が事故死すると、同日に代理局長。1924年、大沙頭の広東航空学校教官幕飛機隊隊長。
1926年4月、広東航空学校校長となる。
1927年4月18日、国民革命軍総司令部航空処処長。8月中旬、蔣介石の下野に伴い一時日本に亡命する。
1928年6月、国民革命軍航空大隊司令。8月、航空署副署長。
1929年6月、国民革命軍航空大隊司令。7月2日、中央陸軍軍官学校航空班主任。9月18日、中華航空協進第2回全国代表大会中枢執行委員。10月1日、航空大隊司令部は廃止され、航空署副署長に転任。
1930年2月ごろに上海で結婚し、杭州に新婚旅行に赴く。3月1日、中原大戦の勃発を受けて急遽南京に戻り、3月13日に航空署副署長兼中央與広東連合空軍総指揮に任ぜられる。馮玉祥、閻錫山部隊との空中戦を指揮。この戦いで心労が重なり、翌年3月、蔣介石より休暇をもらって米国の航空産業の視察に赴く。
1931年5月の帰国直後、孫科らの広州国民政府に従い航空署長張恵長が離反したため、後任署長となる。航空機の更新や中央航空学校の設立、航空烈士公墓の建設に尽力した。
第一次上海事変勃発後の1932年2月25日、杭州・筧橋にて航空隊の指揮を執っていたが、蔣介石から石邦藩第2隊長を介して日本海軍航空隊による飛行場爆撃の危険性を伝えられ、石とともに筧橋の全戦力を20キロ離れた蛙埠の喬司機場へと移動させる。蔣介石の予想は的中し、筧橋の航空戦力は被害を免れたが、迎撃に向かった趙普明が戦死、石邦藩も片腕を失った。4月13日、軍事委員会第2庁空軍事務処処長兼任。同年9月、イタリア、ドイツに留学。
1933年2月16日、国民政府参軍（～1934年9月5日まで）。
1933年4月29日、全国航空建設委員会委員。同年、中央航空学校教育長。
1935年9月4日、空軍上校。
1936年5月、航空委員兼第2処（教育処）処長。
1937年5月、航空委員会各処の上に三庁を置くこととなり、航空委員会常務委員兼第3庁庁長。南京戦後の1938年3月、航空委員会は三庁七処十八科に改編され、総務庁庁長。
漢口陥落後、航空委員会重慶辦事處主任を経て1939年5月、空軍第1軍区司令官。同年8月、第1軍区司令部は第4路司令部に再編成されることになり、航空委員会参事室主席参事。
1940年5月25日、空軍少将。
1941年1月19日、空軍第3路司令官。
1941年12月上旬、ワシントンD.C.の駐アメリカ大使館空軍武官を命ぜられる。しかし太平洋戦争勃発により香港からの出発が困難となったため、年越しでアフリカ、ブラジルを経て米国へと到着した。
1945年春に帰国し、7月3日、国民政府参軍（～1948年）。
1978年冬、アメリカに移住。
1989年1月、ロサンゼルスで病死。

## 親族
同じく空軍に勤務した2人の弟と4人の姉妹がいた。一番目の弟の黄枢は戦後定海飛行場長を務め、湯恩伯の部隊などの撤退支援に尽力して大陸に留まり、鎮圧反革命運動の犠牲になったとされる。二番目の弟の黄光漢は開戦時の第4大隊第22中隊長。のち米国に移住。黄秉衡は二人の息子がおり、長男は黄寧遠、次男の靜毅は心臓病のため早世した。

## 勲章
- 国民革命軍誓師十周年紀勲章 1936年11月12日[34]